# Kategoria e Parë
La Kategoria e Parë (en español: Primera División) es la segunda categoría (segundo nivel) de la liga de fútbol de Albania, por debajo de la Kategoria Superiore. 
Hasta la temporada 2003/04 la Kategoria e Parë fue el nombre que recibió la máxima categoría de la liga albanesa, ya que la segunda categoría era llamada Kategoria e Dytë.

## Historia
La liga de Albania se puso en marcha en 1930, inicialmente con dos divisiones: primera (Kategoria e Parë) y segunda (Kategoria e Dytë). De ese modo, el campeón de la Kategoria e Parë era considerado el campeón de Liga.
La temporada 2003/04 se introduce la Kategoria Superiore como máxima categoría, compuesta por los clubes que hasta entonces militaban en la Kategoria e Parë. Asimismo, la Kategoria e Dytë pasó a llamarse Kategoria e Parë.

## Sistema de competición
El torneo se desarrolla entre los meses de agosto y mayo del siguiente año. Toman parte 12 equipos. Los dos primeros clasificados ascienden a la Kategoria Superiore. El último de cada grupo desciende a la Kategoria e Dytë mientras que los penúltimos de cada grupo juegan la Liguilla de Promoción ante los segundos ubicados en los dos grupos de la Kategoria e Dytë.

## Equipos de la temporada 2025-2026
| Club                | Ciudad/Provincia | Estadio                         | Capacidad |
| ------------------- | ---------------- | ------------------------------- | --------- |
| Apolonia Fier       | Fier             | Loni Papuciu                    | 6,800     |
| Besa Kavajë         | Kavajë           | Stadioni Besa                   | 8,000     |
| KS Burreli          | Burrel           | Estadio Liri Ballabani          | 2,500     |
| KF Erzeni           | Shijak           | Estadio Demrozi                 | 4,000     |
| Kastrioti Krujë     | Krujë            | Estadio Kastrioti               | 8,400     |
| KF Korabi Peshkopi  | Peshkopi         | Estadio Korabi                  | 6,000     |
| FK Kukësi           | Kukës            | Kukës Arena                     | 6,322     |
| KF Laçi             | Laç              | Estadio Laçi                    | 5.000     |
| KF Lushnja          | Lushnjë          | Estadio Abdurrahman Roza Haxhiu | 8,500     |
| KS Pogradeci        | Pogradec         | Estadio Gjorgji Kyçyku          | 10,700    |
| KF Skënderbeu Korçë | Korçe            | Estadio Skenderbeu              | 12.373    |
| KF Valbona          | Bajram Curri     | Estadio Sylejman Vokshi         | 3,000     |

## Palmarés desde 1999
| Temporada | Campeón               | Subcampeón         |
| --------- | --------------------- | ------------------ |
| 1998–99   | Luftëtari Gjirokastër | Albpetrol Patos    |
| 1999–00   | Besëlidhja Lezhë      | Besa Kavajë        |
| 2000–01   | Partizani Tirana      | Erzeni Shijak      |
| 2001–02   | KF Elbasani           | Besa Kavajë        |
| 2002–03   | Egnatia Rrogozhinë    | Tomori Berat       |
| 2003–04   | KF Laçi               | Egnatia Rrogozhinë |
| 2004–05   | Besa Kavajë           | Skënderbeu Korçë   |
| 2005–06   | Flamurtari Vlorë      | Apolonia Fier      |
| 2006–07   | Skënderbeu Korçë      | Besëlidhja Lezhë   |
| 2007–08   | Bylis Ballsh          | Apolonia Fier      |
| 2008–09   | KF Laçi               | Skënderbeu Korçë   |
| 2009–10   | Bylis Ballsh          | KF Elbasani        |
| 2010–11   | KS Pogradeci          | Tomori Berat       |
| 2011–12   | Luftëtari Gjirokastër | FK Kukësi          |
| 2012–13   | KS Lushnja            | Partizani Tirana   |
| 2013–14   | KS Elbasani           | Apolonia Fier      |
| 2014–15   | Bylis Ballsh          | Tërbuni Pukë       |
| 2015-16   | Luftëtari Gjirokastër | KS Korabi          |
| 2016-17   | KS Kamza              | KS Lushnja         |
| 2017-18   | KF Tirana             | KS Kastrioti       |
| 2018-19   | Bylis Ballsh          | Vllaznia           |
| 2019-20   | Apolonia Fier         | Kastrioti Krujë    |
| 2020-21   | Egnatia               | Dinamo Tirana      |
| 2021-22   | Bylis                 | Erzeni             |
| 2022-23   | Skënderbeu Korçë      | Dinamo Tirana      |
| 2023-24   | AF Elbasani           | Bylis Ballsh       |

## Títulos por club
| Club                  | Campeón | Subcampeón | Años campeón                 |
| --------------------- | ------- | ---------- | ---------------------------- |
| Bylis Ballsh          | 5       | 1          | 2008, 2010, 2015, 2019, 2022 |
| Luftëtari Gjirokastër | 3       | -          | 1999, 2012, 2016             |
| Skënderbeu Korçë      | 2       | 2          | 2007, 2023                   |
| Egnatia Rrogozhinë    | 2       | 1          | 2003, 2021                   |
| KF Elbasani           | 2       | 1          | 2002, 2014                   |
| KF Laçi               | 2       | -          | 2004, 2009                   |
| Apolonia Fier         | 1       | 3          | 2020                         |
| Besa Kavajë           | 1       | 2          | 2005                         |
| Besëlidhja Lezhë      | 1       | 1          | 2000                         |
| Partizani Tirana      | 1       | 1          | 2001                         |
| KS Lushnja            | 1       | 1          | 2013                         |
| AF Elbasani           | 1       | -          | 2024                         |
| Flamurtari Vlorë      | 1       | -          | 2006                         |
| KS Pogradeci          | 1       | -          | 2011                         |
| KS Kamza              | 1       | -          | 2017                         |
| KF Tirana             | 1       | -          | 2018                         |
| Tomori Berat          | -       | 2          | -----                        |
| KS Kastrioti          | -       | 2          | -----                        |
| Dinamo Tirana         | -       | 2          | -----                        |
| KF Erzeni Shijak      | -       | 2          | -----                        |
| Albpetrol Patos       | -       | 1          | -----                        |
| FK Kukësi             | -       | 1          | -----                        |
| Tërbuni Pukë          | -       | 1          | -----                        |
| KS Korabi             | -       | 1          | -----                        |
| KS Vllaznia           | -       | 1          | -----                        |